# Diplazium pectinatum
Diplazium pectinatum är en majbräkenväxtart som först beskrevs av Antoine Laurent Apollinaire Fée och som fick sitt nu gällande namn av Carl Frederik Albert Christensen.
Diplazium pectinatum ingår i släktet Diplazium och familjen Athyriaceae. Inga underarter finns listade i Catalogue of Life.